# Liste der Baudenkmäler in Jettingen-Scheppach

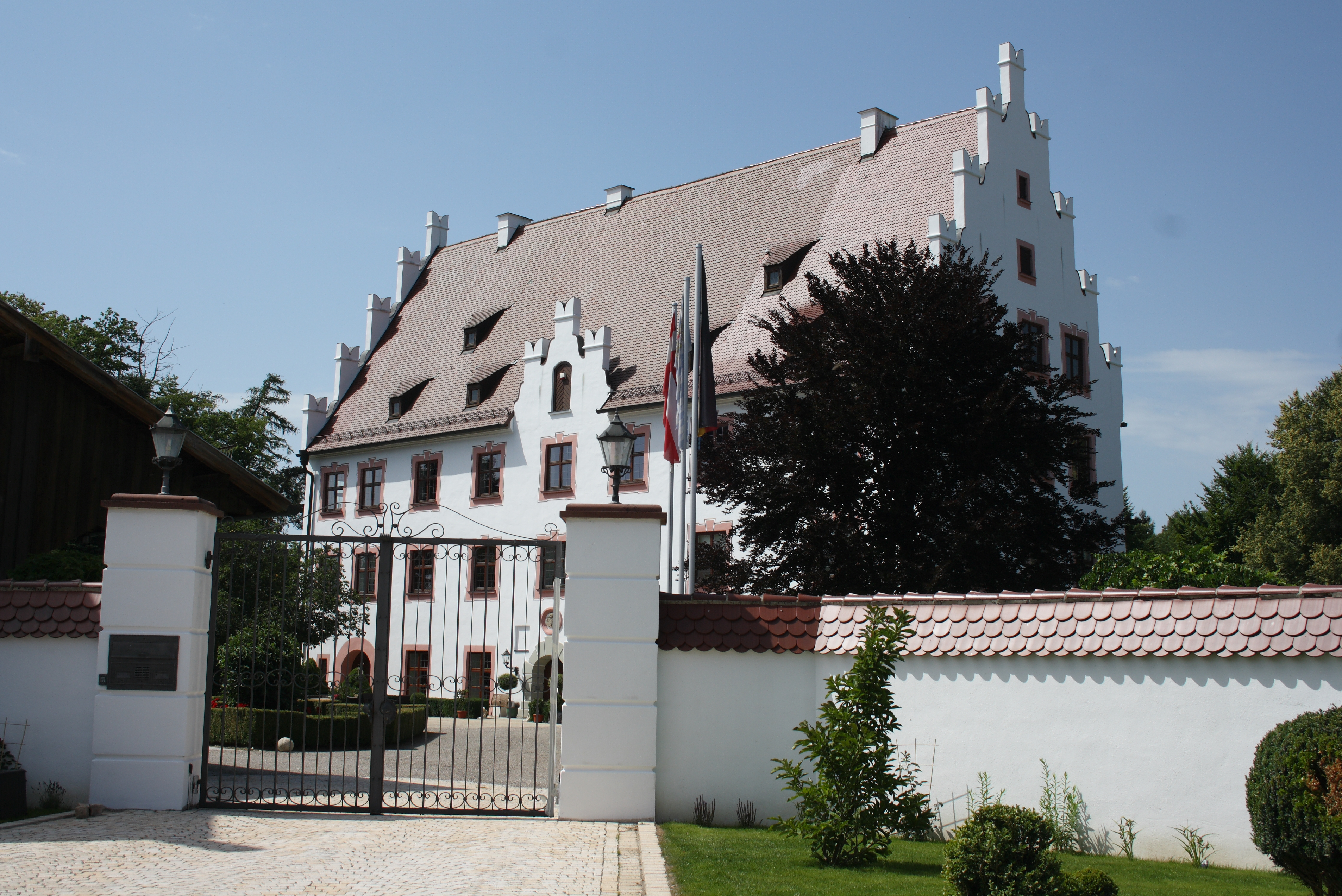
Schloss in Eberstall

Auf dieser Seite sind die Baudenkmäler in dem schwäbischen Markt Jettingen-Scheppach zusammengestellt. Diese Tabelle ist eine Teilliste der Liste der Baudenkmäler in Bayern. Grundlage ist die Bayerische Denkmalliste, die auf Basis des Bayerischen Denkmalschutzgesetzes vom 1. Oktober 1973 erstmals erstellt wurde und seither durch das Bayerische Landesamt für Denkmalpflege geführt wird. Die folgenden Angaben ersetzen nicht die rechtsverbindliche Auskunft der Denkmalschutzbehörde.

## Baudenkmäler nach Ortsteilen

### Jettingen
| Lage                                                                  | Objekt | Beschreibung | Akten-Nr.              | Bild                                                                  |
| --------------------------------------------------------------------- | --- | --- | ---------------------- | --------------------------------------------------------------------- |
| Friedhofweg (Standort)                                                | Friedhof | Angelegt 1769 Kalvarienberg-Kapelle, mit Gruft der Grafen Schenk zu Stauffenberg, ädikulaartiger offener Massivbau, erbaut 1769 von Joseph Dossenberger d. J. Leichenhalle, erdgeschossiger Walmdachbau mit Mittelrisalit, 1902 von Dominikus Böhm | D-7-74-144-2           | weitere Bilder                                                        |
| Hammerschmiedweg 10 (Standort)                                        | Ehemaliges Hammerschmiede-Anwesen                                                                                 | Wohnhaus, Mitterstallbau mit zweigeschossigem Wohnteil, um 1870 Zugehörige Hammerschmiede, selbständiger erdgeschossiger Satteldachbau, gleichzeitig Mit technischer Ausstattung | D-7-74-144-53          | Ehemaliges Hammerschmiede-Anwesen                                     |
| Hauptstraße 11 (Standort)                                             | Bauernhaus | Zweigeschossiger Satteldachbau mit Gliederung durch profilierte Gesimse, Anfang 19. Jahrhundert | D-7-74-144-3 Wikidata  | Bauernhaus                                                            |
| Hauptstraße 18, 20 (Standort)                                         | Kleinbauernhaus                                                                                                   | Eingeschossiger, längs geteilter Satteldachbau, 2. Viertel 19. Jahrhundert | D-7-74-144-4 Wikidata  | Kleinbauernhaus                                                       |
| Hauptstraße 24 (Standort)                                             | Bauernhaus | Zweigeschossiger Satteldachbau, 1. Viertel 19. Jahrhundert | D-7-74-144-5 Wikidata  | Bauernhaus                                                            |
| Hauptstraße 38 (Standort)                                             | Nebengebäude | Historisierender zweigeschossiger schmaler Bau mit Schopfwalm, Fachwerkobergeschoss mit Eckerker mit Zwiebelhaube, 1902 von Dominikus Böhm | D-7-74-144-6 Wikidata  | Nebengebäude                                                          |
| Hauptstraße 39 (Standort)                                             | Bauernhaus | Zweigeschossiger Massivbau mit steilem Walmdach, Anfang 19. Jahrhundert Zugehöriger Stadel, massiver Satteldachbau, wohl zeitgleich | D-7-74-144-7           | Bauernhaus                                                            |
| Hauptstraße 40 (Standort)                                             | Katholische Pfarrkirche Sankt Martin                                                                              | Chor 1470, Turm 1713/15, Langhaus 1966; mit Ausstattung | D-7-74-144-8 Wikidata  | weitere Bilder                                                        |
| Hauptstraße 41 (Standort)                                             | Wohnhaus | Zweigeschossiger Satteldachbau mit Fachwerkobergeschoss und -giebel, 1904 von Dominikus Böhm | D-7-74-144-9 Wikidata  | Wohnhaus                                                              |
| Hauptstraße 43 (Standort)                                             | Bauernhaus | Zweigeschossiger stattlicher Mitterstallbau mit Satteldach, Anfang 19. Jahrhundert | D-7-74-144-10          | Bauernhaus                                                            |
| Hauptstraße 48 (Standort)                                             | Gasthaus Adler | Stattlicher zweigeschossiger Satteldachbau mit Giebelprofilen, 1822 | D-7-74-144-11 Wikidata | Gasthaus Adler                                                        |
| Hauptstraße 55 (Standort)                                             | Rathaus | Ehemalige Schule, jetzt Rathaus, dreigeschossiger Massivbau mit hohem Walmdach, 2. Hälfte 18. Jahrhundert | D-7-74-144-12 Wikidata | Rathaus                                                               |
| Hauptstraße 64 (Standort)                                             | Gasthaus Grüner Baum                                                                                              | Stattlicher zweigeschossiger Satteldachbau mit Putzgliederungen, 1. Hälfte 19. Jahrhundert Nebengebäude, sogenanntes Gesellschaftshaus, erdgeschossiger Walmdachbau, 1922 von Dominikus Böhm | D-7-74-144-14          | Gasthaus Grüner Baum                                                  |
| Hauptstraße 66 (Standort)                                             | Bauernhaus | Langgestreckter Mitterstallbau, zweigeschossiger Wohnteil mit Walmdach, Stall- und Tennenbau mit steilem Satteldach, Anfang 19. Jahrhundert | D-7-74-144-15 Wikidata | Bauernhaus                                                            |
| Herrenstraße 3 (Standort)                                             | Wohnhaus | Zweigeschossiger Satteldachbau mit Giebelgesimsen, 19. Jahrhundert | D-7-74-144-17 Wikidata | Wohnhaus                                                              |
| Herrenstraße 4 (Standort)                                             | Seelenkapelle Sankt Michael                                                                                       | Zentralbau über ovalem Grundriss mit Zeltdach, 1766 von Joseph Dossenberger d. J.; mit Ausstattung | D-7-74-144-18 Wikidata | weitere Bilder                                                        |
| Herrenstraße 8 (Standort)                                             | Ehemaliges Gräflich Stauffenbergsches Rentamt                                                                     | Stattlicher zweigeschossiger Satteldachbau mit Zwerchhaus mit Mansarddach, wohl um 1768, Joseph Dossenberger d. J. zugeschrieben | D-7-74-144-19 Wikidata | Ehemaliges Gräflich Stauffenbergsches Rentamt                         |
| Krankenhausstraße (an der Abzweigung der Enderlestraße) (Standort)    | Katholische Kapelle Sankt Antonius                                                                                | Einfacher Satteldachbau mit offener Vorhalle, 1922 von Dominikus Böhm; mit Ausstattung | D-7-74-144-22 Wikidata | weitere Bilder                                                        |
| Krankenhausstraße (gegenüber dem Isabella-Braun-Altenheim) (Standort) | Kapellennische | Ende 19. Jahrhundert, mit überlebensgroßer geschnitzter Schmerzensmutter, Mitte 18. Jahrhundert | D-7-74-144-21 Wikidata | Kapellennische                                                        |
| Leutzenbergweg 1 (Standort)                                           | ehemaliges Wohnhaus von Dominikus Böhm                                                                            | eingeschossiger Putzbau mit steilem Sattel- bzw. Greddach und Giebelgesimsen, Heimatschutzstil, nach Plänen von Dominikus Böhm, 1939; Nebengebäude; Garten mit Einfriedung, 1940 | D-7-74-144-54          | BW                                                                    |
| Schloßstraße 6, 8 (Standort)                                          | Ehemaliges Gräflich Stauffenbergsches, seit 2000 Gräflich Wolff Metternichsches Schloss, ehemaliges Wasserschloss | Dreigeschossige Vierflügelanlage mit Rundtürmen an den Ecken, 1480 für Hans vom Stain zu Ronsberg errichtet, 1791 von den Reichsgrafen Schenk zu Stauffenberg verändert, 1841 Verfüllung der Wassergräben, 1929 nach Brand erneuert; Mit zugehörigem Park; Verwaltergebäude, unregelmäßiger zweigeschossiger Dreiflügelbau mit Walmdach, 2. Viertel 19. Jahrhundert unter Einbeziehung kleinerer Vorgängerbauten | D-7-74-144-24 Wikidata | weitere Bilder                                                        |
| Weberstraße 4 (Standort)                                              | Bauernhaus | Zweigeschossiger giebelständiger Satteldachbau mit Giebelprofilen und rückseitigem Querflügel, Anfang 19. Jahrhundert | D-7-74-144-26 Wikidata | Bauernhaus                                                            |
| Weberstraße 6 (Standort)                                              | Bauernhaus | Zweigeschossiger giebelständiger Satteldachbau mit Schweifgiebel und rückwärtigem Querflügel, Ende 18. Jahrhundert | D-7-74-144-27 Wikidata | Bauernhaus                                                            |
| Weberstraße 16 (Standort)                                             | Wohnhaus | Zweigeschossiger Satteldachbau mit vorkragendem Obergeschoss und Fachwerk in geschweiften Formen, Jugendstil, um 1904 von Dominikus Böhm | D-7-74-144-28 Wikidata | Wohnhaus                                                              |
| Weberstraße 18 (Standort)                                             | Ehemaliges Mädcheninternat, Armen- und Waisenhaus, jetzt Pfarrzentrum                                             | Zweigeschossiger Mansardwalmdachbau mit Mittelrisalit und neubarocker Putzgliederung, 1905/06 von Dominikus Böhm | D-7-74-144-29 Wikidata | Ehemaliges Mädcheninternat, Armen- und Waisenhaus, jetzt Pfarrzentrum |
| Weberstraße 28 (Standort)                                             | Katholische Kapelle Sankt Leonhard                                                                                | Steil proportionierter Satteldachbau mit eingezogenem Chor mit Dreiseitschluss und Dachreiter mit Zwiebelhaube, im Kern spätgotisch, später mehrfach verändert; mit Ausstattung | D-7-74-144-30 Wikidata | weitere Bilder                                                        |

### Allerheiligen
| Lage                                                                                      | Objekt                                     | Beschreibung | Akten-Nr.              | Bild           |
| ----------------------------------------------------------------------------------------- | ------------------------------------------ | --- | ---------------------- | -------------- |
| Allerheiligenstraße 65 (Standort)                                                         | Bergwirtschaft                             | Zweigeschossiger massiver Wohnteil, im Kern 1771, im 19. Jahrhundert verändert, langgestreckter niedriger Wirtschaftsteil, wohl 1. Hälfte 19. Jahrhundert, beide Bauteile unter einem ungleichen Walmdach                                                            | D-7-74-144-33 Wikidata | Bergwirtschaft |
| Allerheiligenstraße 70 (Standort)                                                         | Benefiziatenhaus                           | Zweigeschossiger Walmdachbau, wohl Mitte 18. Jahrhundert, an die Kirche angebaut | D-7-74-144-31 Wikidata | weitere Bilder |
| Allerheiligenstraße 72 (Standort)                                                         | Katholische Wallfahrtskirche Allerheiligen | Saalbau mit Satteldach und eingezogenem Chor, mit Pilastergliederung, Turm mit Oktogonaufsatz und Zeltdach, Langhaus 1731/32 von Simpert Kraemer, Chor und Turm um 1755 sowie Umgestaltung des Langhauses von 1770/71 von Joseph Dossenberger d. J., mit Ausstattung | D-7-74-144-31 Wikidata | weitere Bilder |
| Kalvarienberg (östlich der Kirche am Platz eines mittelalterlichen Burgstalls) (Standort) | Kalvarienberg                              | Kreisförmige Anlage mit zwei den Zugang flankierenden Rechteckkapellen und einer zentralen offenen Achteckkapelle mit Zeltdach und vierzehn Kreuzwegstationen, um 1746/48 errichtet, 2. Hälfte 19. Jahrhundert in Teilen erneuert; mit Ausstattung                   | D-7-74-144-32 Wikidata | weitere Bilder |

### Eberstall
| Lage                   | Objekt                           | Beschreibung | Akten-Nr.              | Bild           |
| ---------------------- | -------------------------------- | --- | ---------------------- | -------------- |
| Eberstall 6 (Standort) | Schloss der Freiherren von Stain | Stattlicher dreigeschossiger Massivbau mit hohem Satteldach zwischen Zinnengiebeln, Mittelrisalit mit Schweifgiebel, im Kern um 1602, 1849 von Joseph Lechner umgebaut                                                                                                  | D-7-74-144-35 Wikidata | weitere Bilder |
| Eberstall 8 (Standort) | Katholische Kirche St. Anna      | Früher Schlosskapelle, einfacher einschiffiger Bau mit Satteldach und dreiseitig geschlossenem Chor mit Gliederung durch Blendnischen, seitlich Turm, Untergeschosse mit Gesimsgliederung, Achteckobergeschoss, im Kern 1603–1605, Zwiebelhaube modern; mit Ausstattung | D-7-74-144-34 Wikidata | weitere Bilder |

### Freihalden
| Lage                           | Objekt                                     | Beschreibung | Akten-Nr.              | Bild                |
| ------------------------------ | ------------------------------------------ | --- | ---------------------- | ------------------- |
| Augsburger Straße 1 (Standort) | Ehemaliges Forstamt                        | Stattlicher zweigeschossiger Walmdachbau mit Putzgliederung, wohl 1798 | D-7-74-144-36 Wikidata | Ehemaliges Forstamt |
| Obere Dorfstraße 29 (Standort) | Katholische Pfarrkirche Mariä Verkündigung | Ursprüngl. als einschiffige spätgotische Chorturmkirche errichtet, Turm 1824 gekürzt, Umbau und Erneuerung des Langhauses als gotisierend-expressionistischer Sichtziegelbau mit Walmdach und Treppenrundturm mit Zwiebelhaube 1928 durch Dominikus Böhm; mit Ausstattung | D-7-74-144-37 Wikidata | weitere Bilder      |
| Obere Dorfstraße 29 (Standort) | Friedhofskapelle                           | Schlank proportionierter Satteldachbau mit dreiseitig schließender Apsis, neugotisch, 2. Hälfte 19. Jahrhundert | D-7-74-144-38 Wikidata | weitere Bilder      |

### Klingenburg
| Lage                        | Objekt                 | Beschreibung | Akten-Nr.              | Bild           |
| --------------------------- | ---------------------- | --- | ---------------------- | -------------- |
| Klingenburg 1, 2 (Standort) | Schlossgut Klingenburg | Herrschaftshaus zweigeschossiger Satteldachbau 1881/82 von Alois Böhm, ab 1890 Umbau und Erweiterung als historisierender Gruppenbau mit offener Loggia im italienischen Stil und nördlich zweigeschossigem Massivbau mit steilem Walmdach und Ecktürmchen durch Gabriel Seidl, 1910 nochmals durch Alois Böhm verändert; 1934 Zusammenführung von Loggia und Erweiterungsbau unter einem Steildach durch John Herbert Rosenthal; Wirtschaftsgebäude, zwei langgestreckte massive Stadel- und Stallbauten mit Satteldach und Treppengiebeln, westlicher Flügel im Kern wohl noch 18. Jahrhundert, 1896/97 durch Ambros Bresele umgebaut, nördlicher Flügel zeitgleich neu errichtet; Eingangstor mit hohen Pfeilern, 1902; Schlossgarten vor dem Hauptbau mit Vierpassbrunnen, 1904 nach Entwurf Gabriel von Seidls | D-7-74-144-39 Wikidata | weitere Bilder |

### Ried
| Lage                       | Objekt                                       | Beschreibung | Akten-Nr.              | Bild           |
| -------------------------- | -------------------------------------------- | --- | ---------------------- | -------------- |
| Hauptstraße 324 (Standort) | Katholische Pfarrkirche Sankt Peter und Paul | Einschiffiger Satteldachbau mit Abwalmung im Westen, eingezogener fünfseitig geschlossener Chor, nördlich angestellter Turm mit steilem Satteldach und Eckaufsätzen, Chor und Turm gotisch, 15. Jahrhundert, Langhaus Mitte 18. Jahrhundert; mit Ausstattung | D-7-74-144-40 Wikidata | weitere Bilder |
| Sankt Sebastian (Standort) | Katholische Sebastianskapelle                | Kleiner, nahezu quadratischer Massivbau mit Zeltdach, 1686 als Votiv- bzw. Pestkapelle errichtet; mit Ausstattung | D-7-74-144-43 Wikidata | weitere Bilder |

### Scheppach
| Lage                       | Objekt                                    | Beschreibung | Akten-Nr.              | Bild                     |
| -------------------------- | ----------------------------------------- | --- | ---------------------- | ------------------------ |
| Hauptstraße 237 (Standort) | Ehemaliger Gasthof Adler                  | Zweigeschossiger giebelständiger verputzter Fachwerkständerbau mit dreifach vorkragendem Giebel, im Kern wohl um 1. Hälfte 16. Jahrhundert, Erdgeschoss versteinert und mit massivem Vorbau, 1890, innen um 1904 teilweise verändert, rückwärtig langgestreckter Stall- und Wirtschaftsteil mit Satteldach, 1904 | D-7-74-144-52 Wikidata | Ehemaliger Gasthof Adler |
| Kirchberg 20 (Standort)    | Katholische Pfarrkirche Mariä Himmelfahrt | Ursprünglich als gotische Chorturmanlage errichtet, gotischer ehem. Chorturm mit Satteldach, ehem. Schiff 1768/69 von Joseph Dossenberger d. J. zum Chor umgebaut, gleichzeitig Neubau des Langhauses mit Pilastergliederung und Walmdach; mit Ausstattung                                                       | D-7-74-144-44 Wikidata | weitere Bilder           |

### Schönenberg
| Lage                          | Objekt                               | Beschreibung | Akten-Nr.              | Bild           |
| ----------------------------- | ------------------------------------ | --- | ---------------------- | -------------- |
| Kemnater Straße 38 (Standort) | Friedhofskapelle                     | Schlanker Satteldachbau mit Dreiseitschluss, Dachreiter auf Konsolen mit Pyramidendach, Ende 19. Jahrhundert                                     | D-7-74-144-45 Wikidata | weitere Bilder |
| Leonhardsweg 1 (Standort)     | Katholische Pfarrkirche St. Leonhard | Saalbau mit Walmdach und Chorturm, 1776 von Joseph Dossenberger d. J. wohl unter Einbeziehung eines spätgotischen Vorgängerbaus; mit Ausstattung | D-7-74-144-46 Wikidata | weitere Bilder |
| Kreisstraße GZ 25 (Standort)  | Bildstock                            | 1965, als Kopie eines Vorgängers aus dem 17. Jahrhundert; an der Straße nach Kemnat                                                              | D-7-74-144-48 Wikidata | BW             |

### Unterwaldbach
| Lage                                                    | Objekt                   | Beschreibung                                                                     | Akten-Nr.              | Bild          |
| ------------------------------------------------------- | ------------------------ | -------------------------------------------------------------------------------- | ---------------------- | ------------- |
| Gut Unterwaldbach 1 (Standort)                          | Ehemaliges Wasserschloss | Stattlicher dreigeschossiger Satteldachbau mit Volutengiebeln, um 1600           | D-7-74-144-49 Wikidata | BW            |
| Stachusberg, ca. 750 m östlich des Schlosses (Standort) | Kapellenstock            | Kleiner Halbrundstock mit Satteldach und Rundbogennische, Anfang 19. Jahrhundert | D-7-74-144-50          | Kapellenstock |

## Abgegangene Baudenkmäler
In diesem Abschnitt sind Objekte aufgeführt, die früher einmal in der Denkmalliste eingetragen waren, jetzt aber nicht mehr existieren, z. B. weil sie abgebrochen wurden. Aktennummern in diesem Abschnitt sind ehemalige, jetzt nicht mehr gültige Aktennummern.

| Lage                                                     | Objekt     | Beschreibung | Akten-Nr.              | Bild |
| -------------------------------------------------------- | ---------- | --- | ---------------------- | --- |
| Jettingen Bischofstraße 5 (Standort)                     | Bauernhaus | Fachwerk verputzt, Anfang 19. Jahrhundert                                                                       | D-7-74-144-1 Wikidata  | BW |
| Ried Hauptstraße 331 (Standort)                          | Bauernhaus | Mitte 19. Jahrhundert                                                                                           | D-7-74-144-41 Wikidata | BW |
| Schönenberg Lehen (an der Straße nach Kemnat) (Standort) | Bildstock  | Sandsteinsockel mit gusseisernem Kruzifix, um 1900 (Nicht mehr vorhanden, durch neuen Inschriftenstein ersetzt) | D-7-74-144-47 Wikidata | [[Vorlage:Bilderwunsch/code!/C:48.35787,10.4065!/D:Lehen (an der Straße nach Kemnat), Bildstock!/\|BW]] |